# 훗토촌 (이바라키현)
훗토촌(古渡村)은 이바라키현 가와치군·이나시키군에 일찍이 존재했던 촌이다. 

## 지리
- 현재의 이나시키시 북동부에 해당한다.

## 역사
- 1889년 4월 1일 - 정촌제 시행에 의해 가와치군 훗토촌이 성립하였다.
- 1896년 4월 1일 - 시다군과 합병해 이나사키군이 성립하여, 훗토촌은 이나사키군에 이관되었다.
- 1955년 4월 1일 - 우키시마촌과 합병해 사쿠라가와촌이 성립하여, 훗토촌은 소멸하였다.

## 인구
| 1891년 | 2,768 |
| 1920년 | 2,769 |
| 1935년 | 2,806 |
| 1950년 | 3,497 |

## 교통

### 도로
- 2급국도
  - 국도 제125호선

## 참고문헌
- 角川日本地名大辞典編纂委員会『角川日本地名大辞典 8 茨城県』、角川書店、1983年 ISBN 4040010809